# Plestiodon kuchinoshimensis
Plestiodon kuchinoshimensis (japanisch クチノシマトカゲ, Kuchinoshima-Tokage) ist eine Skinkart der Gattung Plestiodon aus der Unterfamilie Scincinae, die ausschließlich auf der japanischen Insel Kuchinoshima verbreitet ist.

## Merkmale und Lebensweise
Plestiodon kuchinoshimensis zeigt wie andere Arten der Gattung eine bei juvenilen Tieren abweichende Färbung. Die Jungtiere haben dorsal eine braune Grundfarbe, die von 5 hellen Längsstreifen durchbrochen wird. Eine Postnasale fehlt bei dieser Skinkart. Die Schuppen sind am Rumpf in 27 bis 32 Reihen angeordnet.
Ähnliche Arten sind P. marginatus und P. oshimensis, die aber kein überlappendes Verbreitungsgebiet haben.
Die Skinke sind ovipar und ernähren sich gattungstypisch von Wirbellosen wie Insekten, Spinnen und Regenwürmern. Die Art kann vor allem auf Felswegen, entlang Waldwegen, auf Feldern und in Gärten gefunden werden.

## Verbreitungsgebiet und Gefährdungsstatus

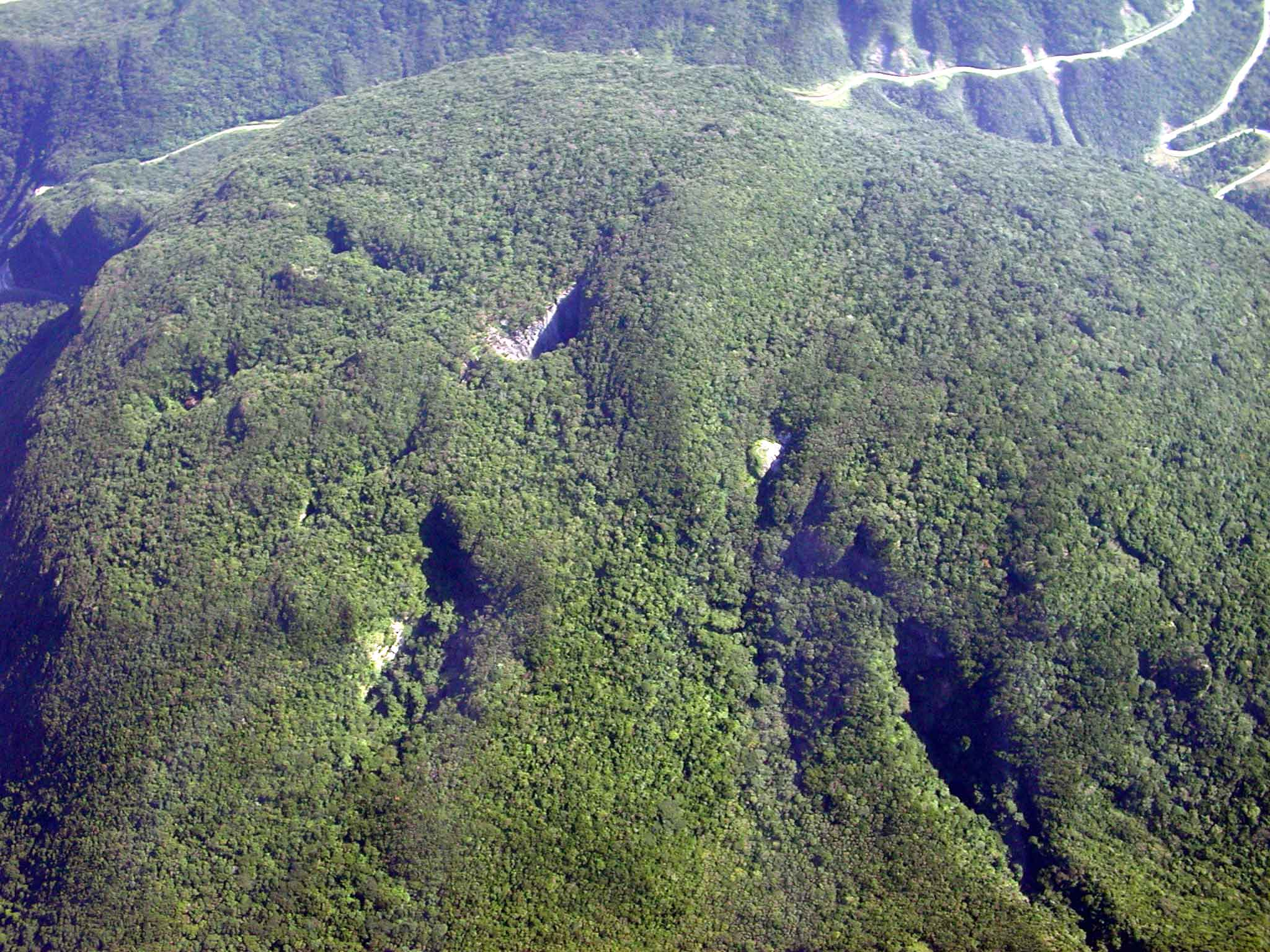
Der Vulkan Moedake auf Kuchinoshima

Das Verbreitungsgebiet von Plestiodon kuchinoshimensis ist auf die etwa 13 km² große Insel Kuchinoshima begrenzt, die der Art auch ihren Namen verleiht. Sie liegt im Norden der Tokara-Inseln.
Die IUCN stuft Plestiodon kuchinoshimensis als gefährdet („Vulnerable“) ein. Eine Bedrohung stellt eine mögliche zukünftige Vulkanaktivität auf der Insel dar, die die Art in kürzester Zeit stark dezimieren oder sogar aussterben lassen könnte. Insgesamt gibt es auf der Insel drei Vulkane. Darüber hinaus wurde die Japanische Vierstreifennatter eingeschleppt und später in den 1940er Jahren Japan-Wiesel zur Ratten- und Mäusebekämpfung eingeführt, was zu einem Populationsrückgang der Skinke führte. Die Arten koexistieren inzwischen schon mehrere Jahrzehnte, jedoch ist ein weiterer Populationsrückgang der Skinke nicht auszuschließen.

## Taxonomie
Die Art wurde 2014 von Kazuki Kurita und Tsutomu Hikida erstbeschrieben. Zuvor wurde die Population zunächst der Art Eumeces latiscutatus (heute: Plestiodon japonicus) bzw. später Plestiodon marginatus zugeordnet.

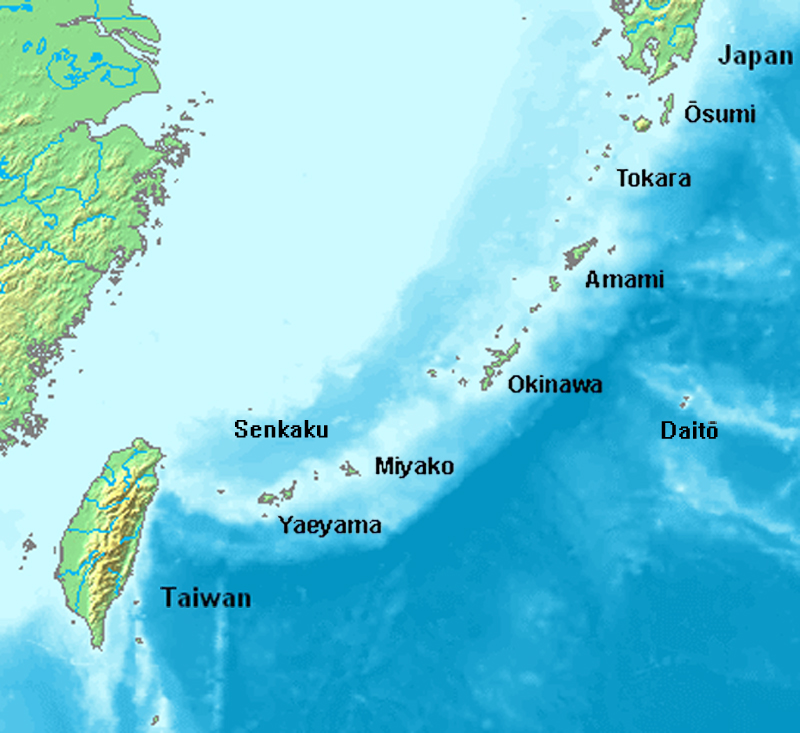
Lage der Ryūkyū-Inselgruppen

Weitere auf den Ryūkyū-Inseln verbreitete Arten sind:
- P. barbouri auf den Amami-Inseln und Okinawa-Inseln
- P. elegans auf den Senkaku-Inseln
- P. kishinouyei auf den Miyako- und Yaeyama-Inseln
- P. marginatus auf den Okinawa-, Amami- und Tokara-Inseln
- P. oshimensis auf den Amami-Inseln und Tokara-Inseln
- P. stimpsonii auf den Yaeyama-Inseln
- P. takari auf vier der Senkaku-Inseln